# Mirza Muhammad ʻAlí
Mírzá Muhammad ʻAli (en persan : میرزا محمد علی), né en 1853 et mort en 1937, est le deuxième fils survivant de Baháʼu'lláh, le fondateur de la foi bahá'íe, et le premier de la seconde épouse de Baháʼu'lláh, Fatimih.
Il est bien connu pour une tentative de schisme dans laquelle il a revendiqué la direction de son demi-frère 'Abdu'l-Bahá, et a été rejeté par l'écrasante majorité des bahá'ís, qui le considèrent comme un covenant-breaker (en). Le seul résultat de sa tentative infructueuse de diriger le pays fut d'aliéner la plupart des membres de la famille de Baháʼu'lláh de 'Abdu'l-Bahá. Son schisme fut de courte durée et n'existe plus ; dans les années 1960, ses descendants s'étaient largement fondus dans la société musulmane et n'avaient plus de vie religieuse collective,,.

## Biographie
Muhammad ʻAlí naît à Bagdad parmi le groupe d'Iraniens exilés d'Iran en raison de leur adhésion à la foi babie. Il suivra la famille dans d'autres exils, à Istanbul, Edirne et Acre. Adolescent à Edirne, il commençe à transcrire les écrits de Baháʼu'lláh et tente de revendiquer lui-même la révélation divine, ce pour quoi il est publiquement réprimandé par son père. Il développe peu à peu une jalousie envers son demi-frère 'Abdu'l-Bahá, qui avait neuf ans de plus que lui et était très respecté.
Le Kitab-i-Ahd de Baháʼu'lláh désigne 'Abdu'l-Bahá comme successeur à la tête de la communauté bahá'íe et désigna Muhammad 'Alí comme étant « en dessous » et « après » 'Abdu'l-Bahá, ce qui fut largement interprété comme une ligne de succession. Après la mort de Baháʼu'lláh en 1892, Muhammad ʻAlí accepta la nomination de 'Abdu'l-Bahá mais commença bientôt à discréditer et à faire obstruction à son frère. Après quatre ans, l'opposition secrète s'est transformée en une campagne d'hostilité ouverte, comprenant des documents falsifiés et des plaintes sans fondement adressées aux autorités turques qui ont remis 'Abdu'l-Bahá en détention. Muhammad ʻAlí est chassé de la communauté bahá'íe et rejeté,.
Testament d'Abdu'l-Bahá (en) le qualifie de « centre de sédition, premier moteur du mal » et au lieu de suivre la ligne de succession du Kitáb-i-'Ahd, Abdu'l-Bahá nomme Shoghi Effendi comme premier « gardien » de la religion. Muhammad ʻAlí profite de la mort d'Abdu'l-Bahá en 1921 pour raviver ses prétentions à la direction de l'Église et tente de s'emparer des propriétés bahá'íes dans la région de Haïfa/Acre, mais sans succès. Il meurt en 1937 avec très peu de partisans.

## Dispute avec ʻAbdu'l-Bahá
Bahá’u'lláh a donné à Muhammad ʻAl le titre de G͟husn-i-Akbar ("Plus grande branche" ou "Grande branche").

## Mort
Mirza Muhammad ʻAlí meurt le 10 décembre 1937 dans la ville de Haïfa, dans le mandat de Palestine.